# Russische Minderheit in Litauen

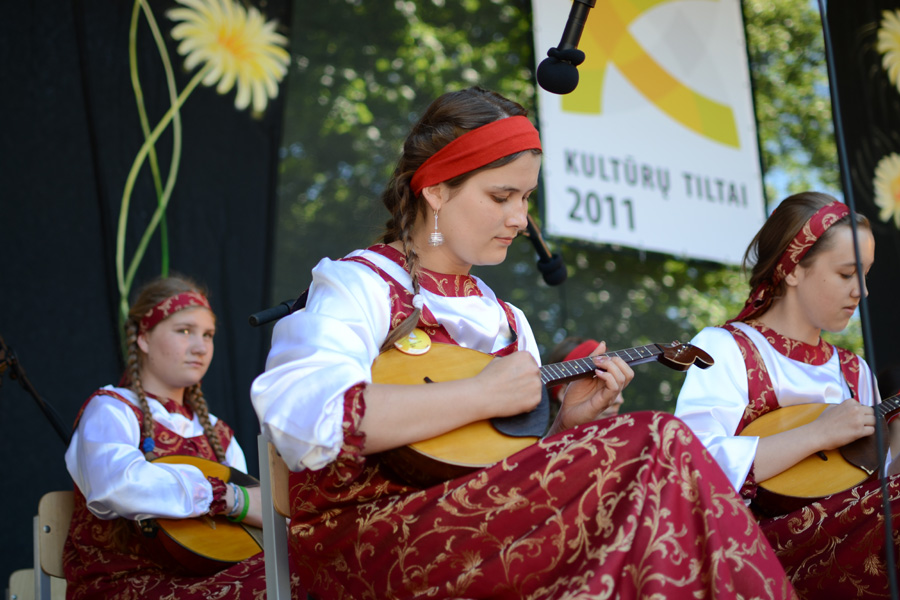
Russisches Ensemble „Treščiotki“ in Lentvaris

Die russische Minderheit in Litauen ist eine autochthone in Litauen ansässige Bevölkerungsgruppe und die zweitgrößte ethnische Minderheit des größten baltischen Staates. Von 1959 bis 1990 war sie die größte Minderheit in Litauen. Volkszählungen zufolge identifizieren sich 176.913 Einwohner als Russen, was einem prozentualen Anteil von  5,81 % an der litauischen Gesamtbevölkerung entspricht (Stand 2011).  16.070 Russen (9 %) sprechen Litauisch als einzige Muttersprache. 4.137 Russen sprechen zwei Muttersprachen.
Die russischsprachige Bevölkerung in Litauen konzentriert sich auf die Hauptstadt Vilnius (Stadtteil Naujoji Vilnia), die Hafenstadt Klaipėda sowie auf Industriestandorte wie Elektrėnai und Visaginas. In der Gemeinde Visaginas stellen ethnische Russen bis heute die Mehrheit (52,4 %). Weitere Wohnorte sind die Hauptstadt Vilnius (14,0 %), Klaipėda (21,3 %), Kaunas (4,4 %). Viele Altorthodoxe leben in den litauischen Dörfern (Rajongemeinde Jonava, Zarasai, Molėtai, Švenčionys). 83.281 Russen leben im Bezirk Vilnius und 35.265 im Bezirk Klaipėda.

## Russische Sprache in Litauen

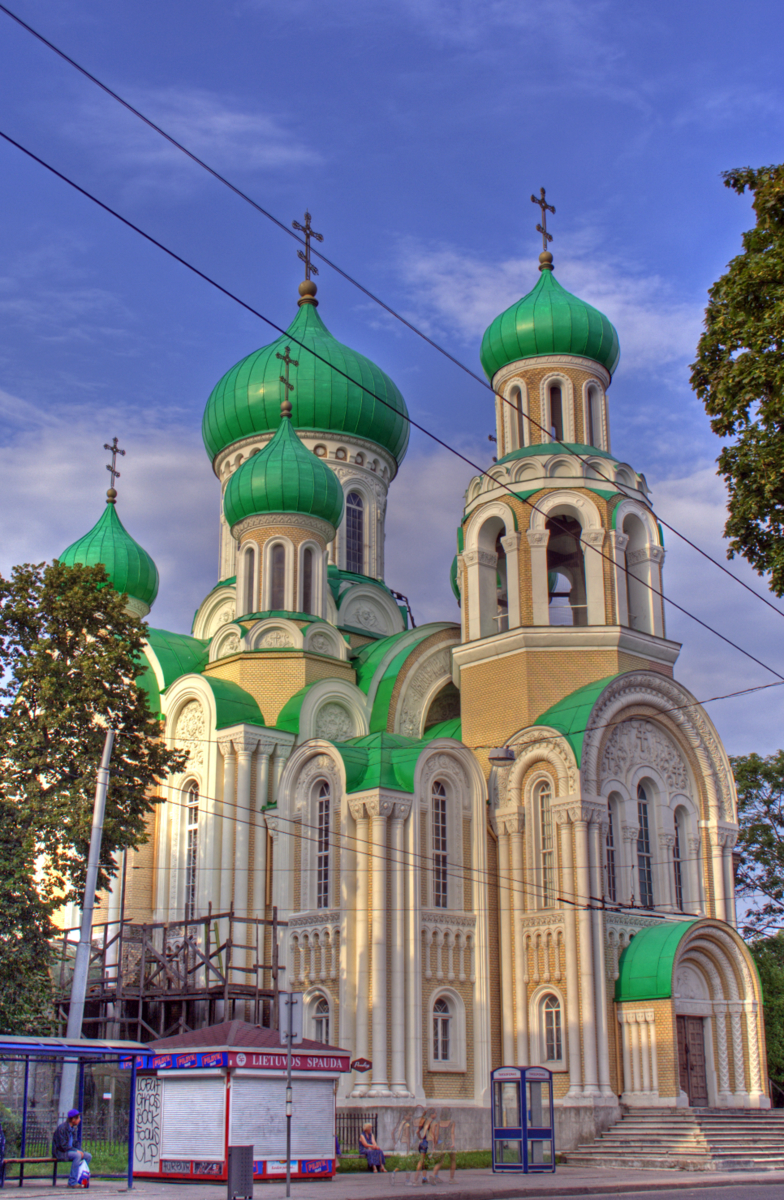
St. Michael und Konstantin (Vilnius)

Russisch gilt bei älteren Litauern (>35 Jahre) noch als Lingua Franca. Laut Eurostat können 87,2 % litauische Einwohner, die älter als 25 Jahre sind, auf Russisch kommunizieren. Nach diesen Angaben gehört Litauen an die EU-Spitze (an der zweiten Stelle ist Lettland mit 25 % weniger).  Russisch als zweite Fremdsprache wählen 81 % Schüler litauischer Schulen aus.
In Litauen gibt es etwa 50 Schulen, in denen Russisch als Muttersprache unterrichtet wird. Das kann die einzige Bildungssprache oder die Nebensprache neben dem Polnischen und/oder Litauischen sein, d. h. in einer Schule lehrt man nur Russisch, Russisch und Polnisch oder Russisch, Polnisch und Litauisch. Großen Bedarf an russischen Schulen gab es insbesondere in Sowjetlitauen. In manchen russischen Schulen lehrte man sogar in drei Schichten.

## Geschichte

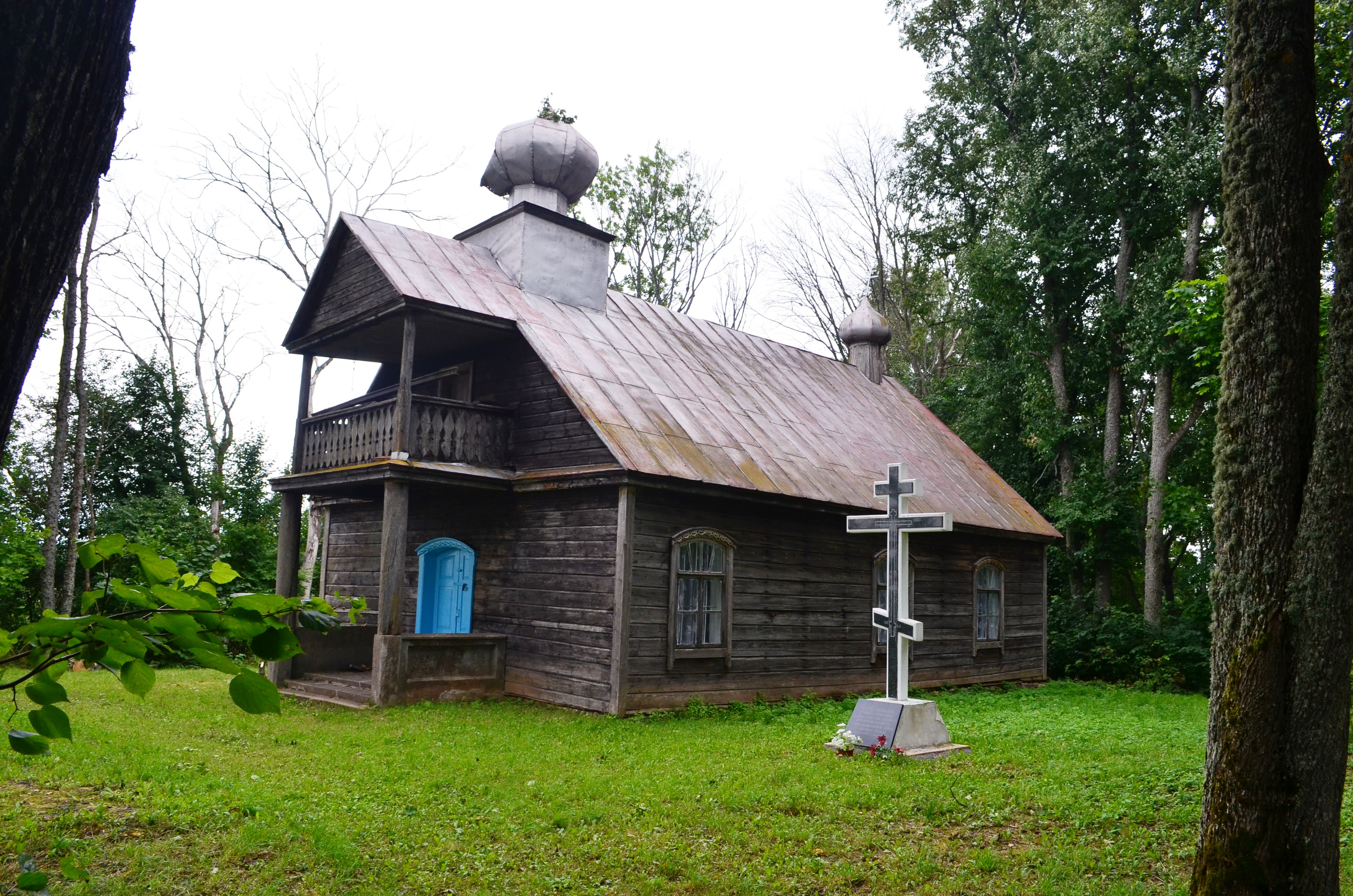
Kirche Bobriškis, älteste hölzerne orthodoxe Kirche in Litauen (gebaut vor 1819)

1795 nach mehreren Teilungen  gehörte das Territorium Litauens bis 1917 dem Russischen Kaiserreich und erlangte erst 1918 die Unabhängigkeit. In den 17.-18 Jahrhunderten kamen die Altorthodoxe, da sie in Russland verfolgt wurden. Anfang des 20. Jahrhunderts  gründeten die Pomoren eigene Pfarrgemeinden (russ. община). Altorthodoxe bauten viele hölzerne und später auch die Mauer-Kirchen, an diesen richteten Friedhöfe ein. Vor dem Zweiten Weltkrieg gehörten den russischen Pfarrgemeinden tausende Altgläubige. 
Am 15. Juni 1940 rückte die Rote Armee in Litauen ein. 
Russen sind zumeist während und nach dem Zweiten Weltkrieg nach Litauen gekommen, als das Land von der Sowjetunion okkupiert wurde. 1989 lebten 344.455 Russen (9,37 % Einwohner) in Litauen. Nach dem Zerfall der Sowjetunion wurde Litauen wieder unabhängig, wobei die russische Minderheit sich mit dem Zurückkehren der sowjetischen Soldaten und ihrer Familienangehörigen in ihre ursprüngliche Heimat verminderte.

## Gegenwart

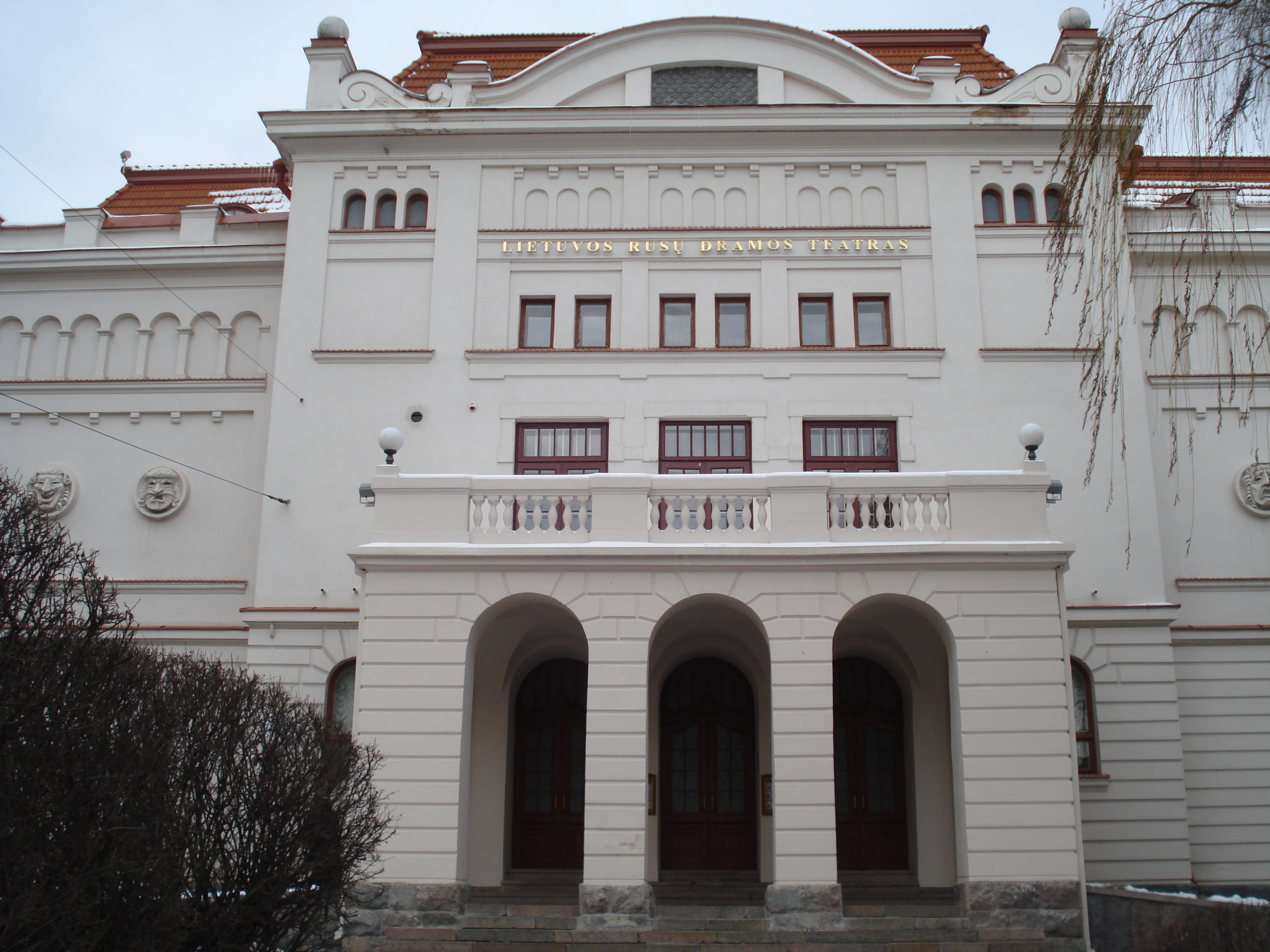
Russisches Dramatheater in Vilnius

In Litauen gibt es viele russische Organisationen und Unternehmen. Seit 1946 ist Russisches Dramatheater in Vilnius tätig und beschäftigt 116 Mitarbeiter (Stand 2016). Die anderen Theater sind "Tatjanos Rinkevičienės Rusų Teatras" und Rusų mėgėjų teatras "ANTREPRIZĖ". Seit 1988 gibt es Russisches Kulturzentrum (Rusų kultūros centras), das die Sprachkurse anbietet und verschiedene Veranstaltungen (Festivals, Ausstellungen, Theaterstücke) organisiert. 
Die politischen Parteien sind Lietuvos rusų sąjunga und Rusų aljansas. Im litauischen Parlament Seimas gibt es immer russischsprachige Volksvertreter. 
Viele Russen sind im Ausland bekannte Künstler und Sportler. Viele stammen aus Visaginas.

## Bekannte Angehörige der Minderheit

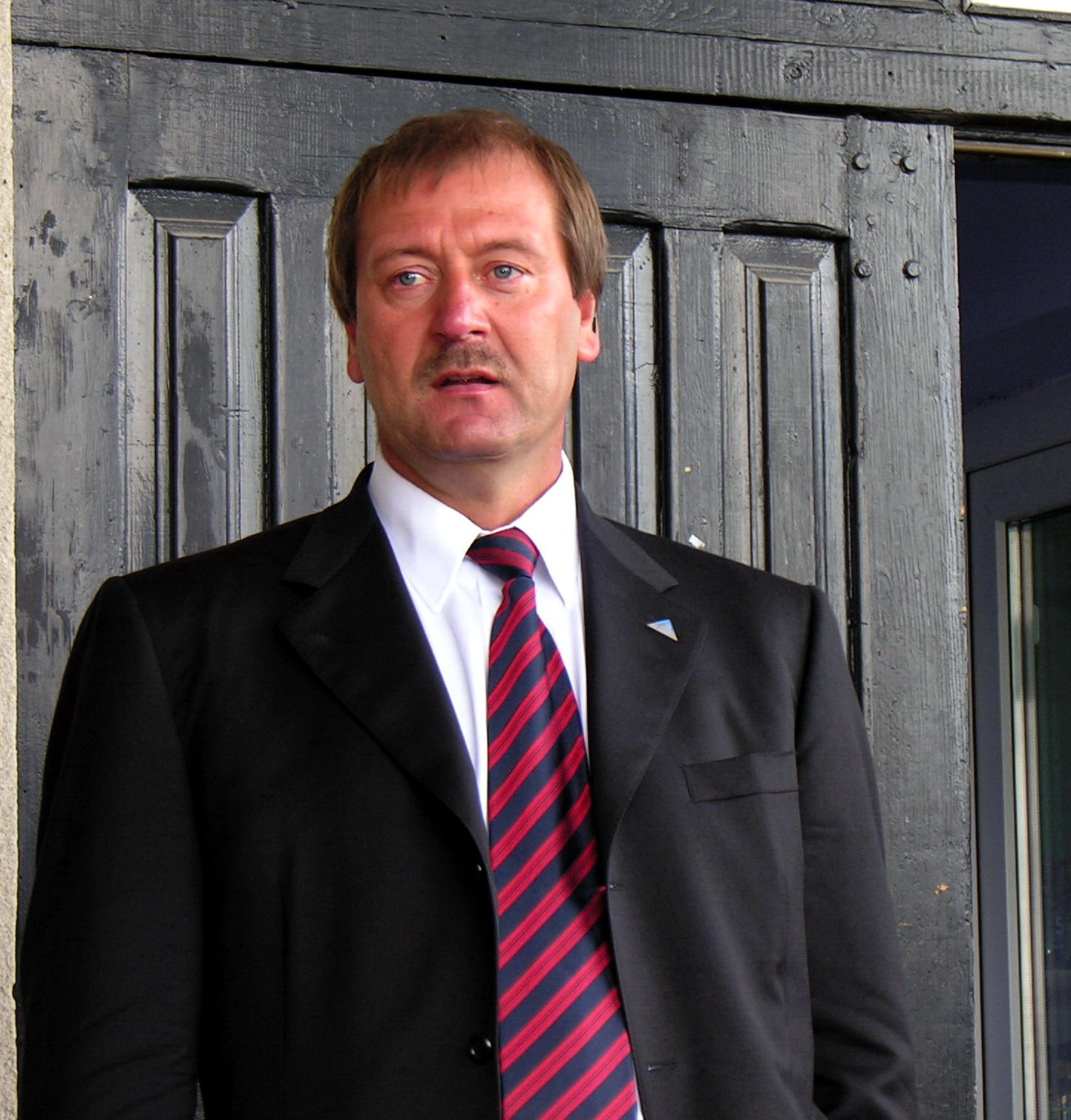
Unternehmer und Politiker Viktoras Uspaskich

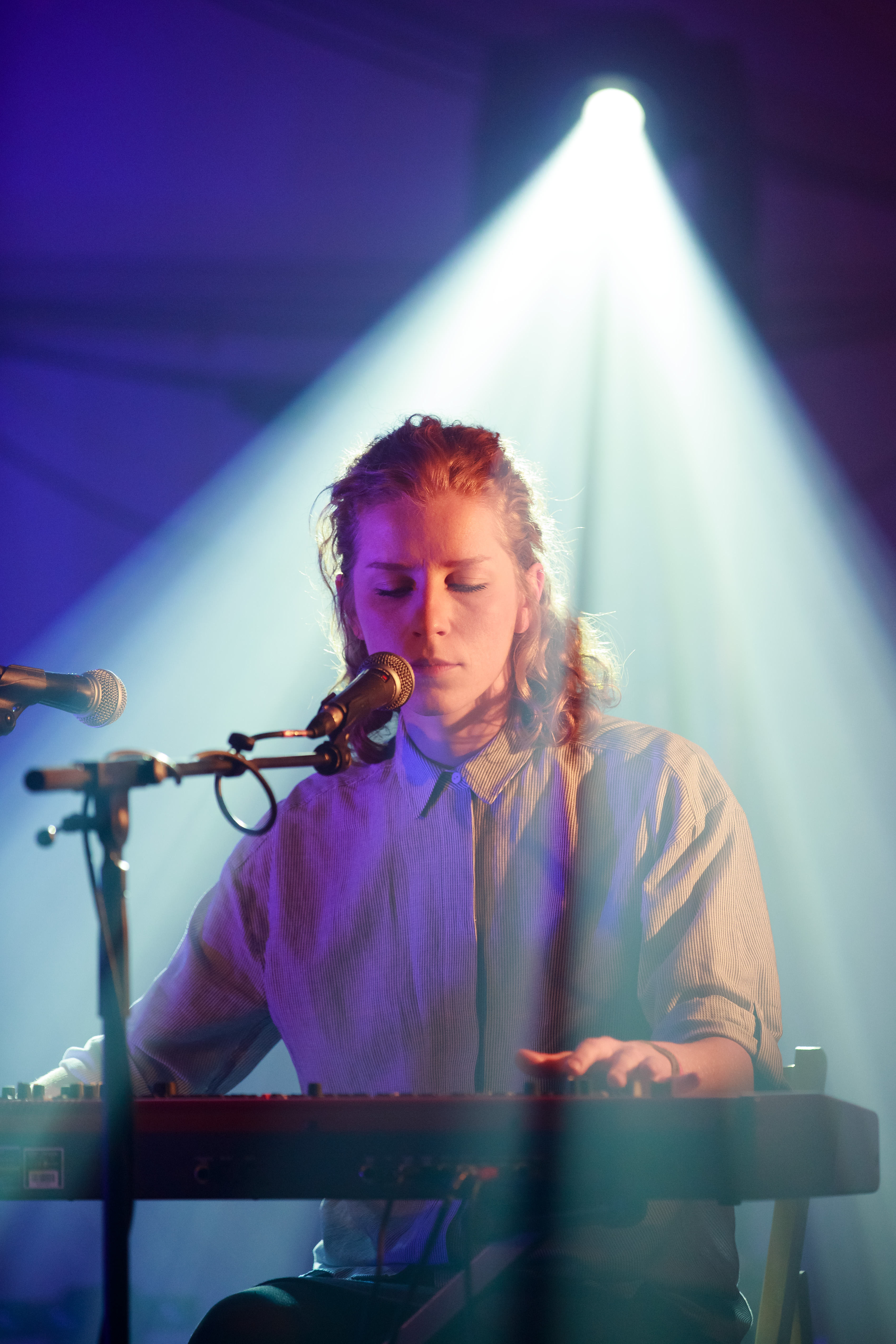
Sängerin Alina Orlova

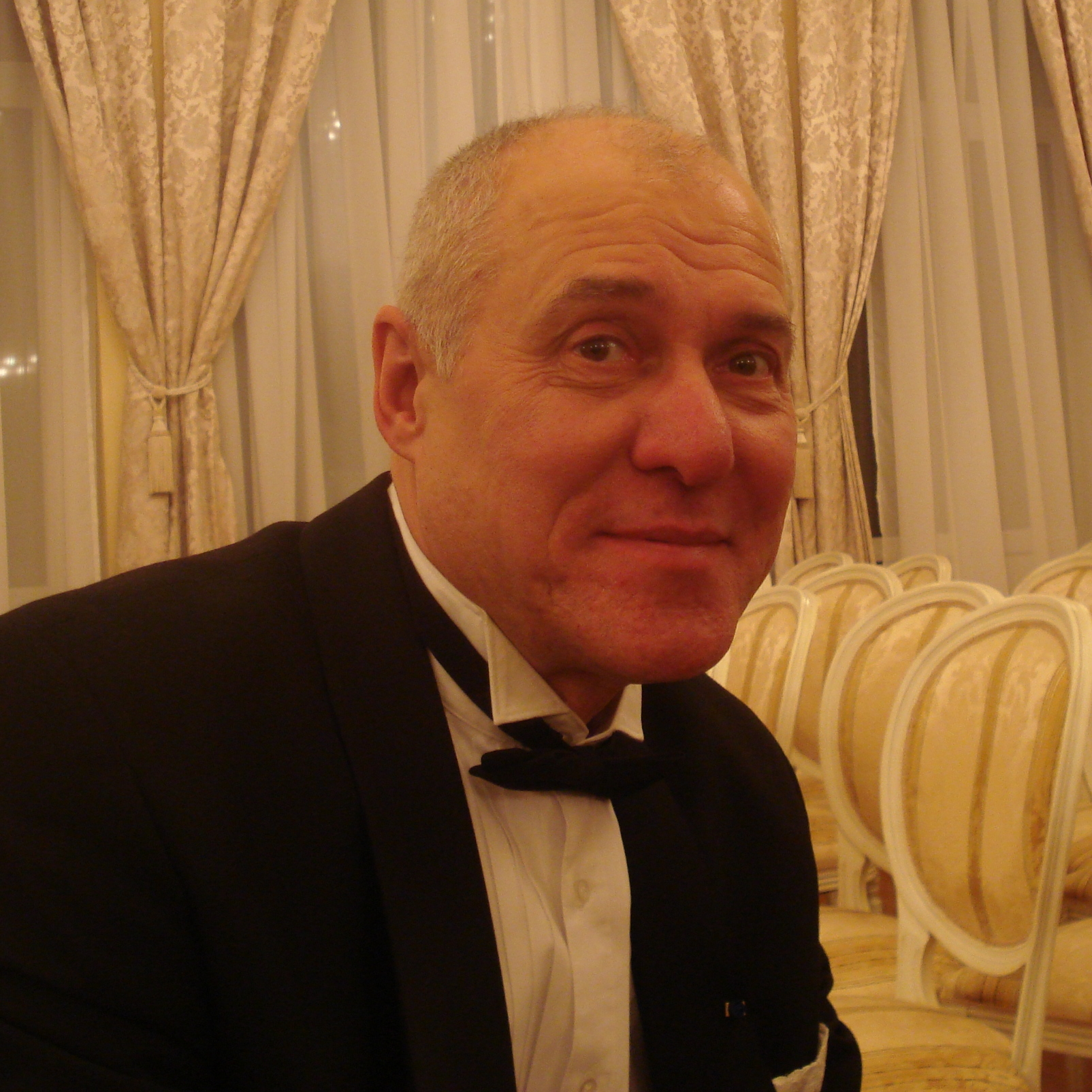
Vladimir Prudnikov

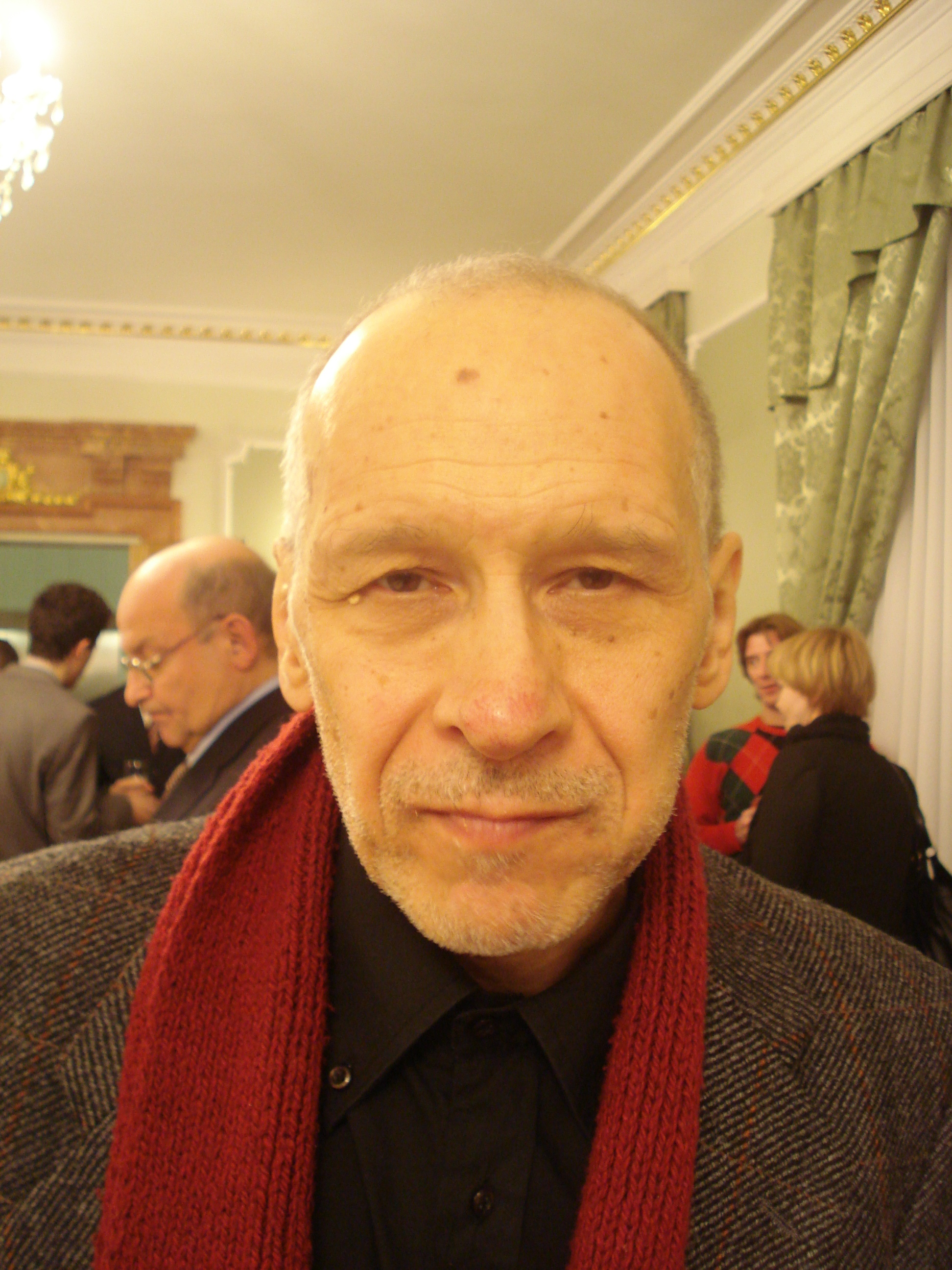
Wladimir Tschekassin

- Andrius Narbekovas (* 1959),  Theologe und Chirurg, Professor
- Vladimiras Nikitinas (1941–2023), Jurist, ehemaliger Generalstaatsanwalt Litauens
- Vasilijus Safronovas (*  1984), Historiker, Kulturwissenschaftler und Hochschullehrer

### Politiker
- Vladimiras Beriozovas (1929–2016),  Mitglied des Seimas
- Sergejus Dmitrijevas (* 1959), Politiker
- Viktoras Fiodorovas (* 1987), Mitglied des Seimas
- Vladimiras Orechovas (* 1956),  Mitglied im Seimas
- Vladimiras Volčiok (* 1963), Verwaltungsjurist und  Mitglied des Seimas
- Petras Papovas (* 1947), Mitglied im Seimas
- Vasilijus Popovas (*  1956),   Mitglied des Seimas
- Jekaterina Rojaka (*  1978), Ökonomin und Wirtschaftspolitikerin, Vizeministerin
- Irina Rozowa (1958–2023), Mitglied im Seimas
- Aleksandr Sacharuk (* 1977), Jurist, Mitglied des Seimas
- Waleri Simulik (* 1966), Mitglied im Seimas
- Viačeslav Škil (* 1947), Mitglied im Seimas
- Natalija Istomina (* 1973), Politikerin, Vizeministerin der Bildung

### Sportler
- Vadim Gusev (* 1981), Skilangläufer und Biathlet
- Marija Kaznačenko (* 1993), Biathletin und Skilangläuferin
- Natalija Kočergina (* 1985), Skilangläuferin und Biathletin
- Jevgenijus Šuklinas (* 1985), Kanute
- Irina Terentjeva (* 1984), Skilangläuferin

#### Fußballspieler
- Igoris Morinas (* 1975)
- Arminas Narbekovas (* 1965)
- Arvydas Novikovas (* 1990)
- Igoris Pankratjevas
- Andrius Tereškinas (* 1970), Fußballspieler

#### Schachspieler
- Aleksandras Agejevas (* 1949)
- Viktor Gavrikov (1957–2016)
- Vitalijus Majorovas (1961–1997)
- Anatolijus Novikovas (* 1966)
- Vitalijus Novikovas (* 1958)
- Jelizaveta Potapova (* 1988), LGM
- Pavel Rubinas (* 1942)
- Boris Rumiancev (1936–2017)

### Unternehmer
- Lyda Lubienė (* 1957), Chemieingenieurin
- Romanas Romanovas,  russisch-litauischer Manager
- Vladimiras Romanovas (* 1947), russisch-litauischer Unternehmer und Bankier
- Viktoras Uspaskich (* 1959)

### Sänger
- Viktorija Ivanovskaja
- Vladimiras Prudnikovas (* 1949)
- Alina Orlova (* 1988)
- Dmitrijus Šavrovas (* 1983)
- Rūta Ščiogolevaitė (* 1981)

### Künstler
- Wladimir Nikolajewitsch Tschekassin (* 1947), Saxophonist, Bandleader und Komponist des Avantgarde Jazz
- Oskaras Koršunovas (* 1969), Regisseur, Dramaturg, Bühnenbildner und Choreograph
- Jurijus Smoriginas
- Vitalijus Butyrinas (* 1947), Fotograf
- Vladimiras Jefremovas (1942–2009), Schauspieler